# Noam Griegst
Noam Griegst er en dansk mode- og kunstfotograf, der bor i København. Hans forældre er de flere gange prisbelønnede guldsmede Irene og Arje Griegst. Han har udgivet bogen Still Going Life med dokumentar-fotografi og har instrueret modefilm for Mads Nørgaard, ligesom han har lavet kortfilm til Louis Vuitton, Cartier. Noam Griegst har været fast bidragyder til en række danske og udenlandske mode magasiner, herunder Tank, Vogue og V magazine. Fra 2008 - 2014 udgjorde han, sammen med billedkunstneren Tal R, stylist Melanie Buchave og designer Sara Sachs, modekollektivet Moonspoon Saloon.
I 2015 udgav Noam Griegst bogen Double Vu der er et fotografisk værk om Den Kongelige Danske Ballet
Noam Griegst overtog rollen som Kreativ direktør i Griegst i 2016, hvorfra kunstværker og smykker af Arje & Irene Griegst skabes.